# Simulador de robòtica
Un simulador de robòtica és un simulador utilitzat per crear una aplicació per a un robot físic sense dependre de la màquina física, estalviant així costos i temps. En alguns casos, aquestes aplicacions es poden transferir a un robot físic (o reconstruir-se) sense modificacions.
El terme simulador de robòtica pot referir-se a diverses aplicacions de simulació de robòtica diferents. Per exemple, en aplicacions de robòtica mòbil, els simuladors de robòtica basats en el comportament permeten als usuaris crear mons senzills d'objectes rígids i fonts de llum i programar robots per interactuar amb aquests mons. La simulació basada en el comportament permet accions de naturalesa més biòtica en comparació amb simuladors que són més binaris o computacionals. A més, els simuladors basats en el comportament poden aprendre dels errors i poden demostrar la qualitat antropomòrfica de la tenacitat.

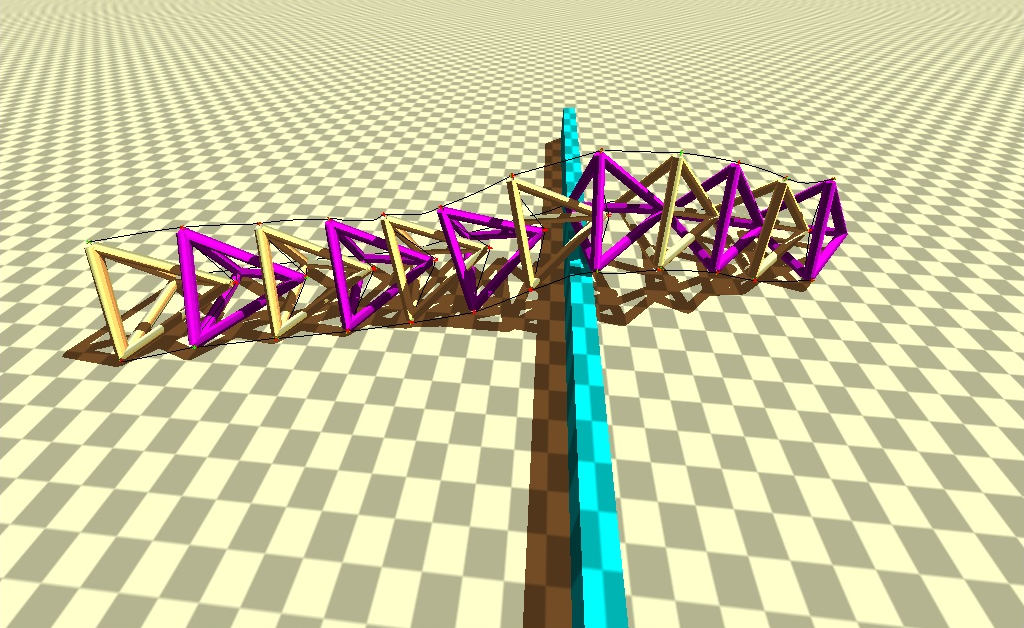
El robot Tetraspine és un model abstracte i simplificat de com poden existir els principis de tensegritat a les espines. És compatible i adaptable, i s'adapta al terreny que travessa. Els controladors CPG inspirats en la neurociència es van utilitzar per a un esquema de control distribuït que li permet creuar de manera reactiva una àmplia gamma de terrenys i obstacles. Les simulacions es van realitzar al simulador basat en la física de Tensegrity Robotics Toolkit de la NASA.

Una de les aplicacions més populars per als simuladors de robòtica és el modelatge 3D i la representació d'un robot i el seu entorn. Aquest tipus de programari de robòtica té un simulador que és un robot virtual, que pot emular el moviment d'un robot físic en un embolcall de treball real. Alguns simuladors de robòtica utilitzen un motor físic per a una generació de moviment més realista del robot. L'ús d'un simulador de robòtica per desenvolupar un programa de control de robòtica és molt recomanable, independentment de si hi ha un robot físic disponible o no. El simulador permet que els programes de robòtica s'escriguin i depurin còmodament fora de línia amb la versió final del programa provada en un robot físic. Això s'aplica principalment a les aplicacions de robòtica industrial, ja que l'èxit de la programació fora de línia depèn de la semblança de l'entorn físic d'un robot amb un entorn simulat.
Les accions del robot basades en sensors són molt més difícils de simular i/o programar fora de línia, ja que el moviment del robot depèn de les lectures instantànies del sensor al món real.

## Característiques
Els simuladors moderns solen oferir les següents característiques:
- Prototipatge ràpid de robots:
  - Ús del propi simulador com a eina de creació
  - Ús d'eines externes
- Motors físics per a moviments realistes: la majoria dels simuladors utilitzen Bullet, ODE o PhysX.
- Representació 3D realista: es poden utilitzar eines de modelatge 3D estàndard o eines de tercers per crear els entorns.
- Cossos de robot dinàmics amb scripting: llenguatges C, C++, Perl, Python, Java, URBI i MATLAB utilitzats per Webots; C++ utilitzat per Gazebo.

## Simuladors
Entre les tecnologies més noves disponibles actualment per a la programació es troben les que utilitzen una simulació virtual. Les simulacions amb l'ús de models virtuals de l'entorn de treball i els mateixos robots poden oferir avantatges tant a l'empresa com al programador. Mitjançant l'ús d'una simulació, es redueixen els costos i els robots es poden programar fora de línia, la qual cosa elimina qualsevol temps d'inactivitat d'una línia de muntatge. Les accions del robot i les peces de muntatge es poden visualitzar en un entorn virtual tridimensional mesos abans fins i tot de produir prototips. Escriure codi per a una simulació també és més fàcil que escriure codi per a un robot físic. Tot i que el pas cap a les simulacions virtuals per a la programació de robots és un pas endavant en el disseny de la interfície d'usuari, moltes d'aquestes aplicacions només estan en la seva infància.